# Lombardei-Rundfahrt 2009
Das Radrennen Lombardei-Rundfahrt 2009 war die 103. Austragung der Lombardei-Rundfahrt. Die Veranstaltung fand am 17. Oktober 2009 statt und bildete den Saisonabschluss der UCI ProTour. Der Belgier Philippe Gilbert setzte sich zusammen mit dem Spanier Samuel Sánchez 6 km vor dem Ziel ab und gewann das Rennen im Schlusssprint. Platz drei sicherte sich der Russe Alexander Kolobnew, der den Sprint der Verfolgergruppe für sich entschied.

## Teilnehmende Mannschaften
Automatisch startberechtigt waren die 18 UCI ProTeams. Zusätzlich wurden sechs UCI Professional Continental Teams eingeladen.
| ProTeams (18)- Lampre-NGC - AG2R La Mondiale - Astana - BBox Bouygues Telecom - Caisse d'Épargne - Cofidis, le Crédit en Ligne - Euskaltel-Euskadi - La Française des jeux - Fuji-Servetto - Garmin-Slipstream - Liquigas - Quick Step - Rabobank - Silence-Lotto - Columbia-HTC - Katusha - Team Milram - Saxo Bank Professional Continental Teams (6)- Acqua & Sapone-Caffè Mokambo - Cervélo TestTeam - ISD-Neri - Androni Giocattoli-Serramenti PVC Diquigiovanni - Topsport Vlaanderen-Mercator - Vacansoleil |
| |

### Favoriten
Zu den Topfavoriten zählten Titelverteidiger Damiano Cunego und Philippe Gilbert. Zum erweiterten Favoritenkreis zählten Gilberts Teamkollege und Weltmeister Cadel Evans, Robert Gesink, Joaquim Rodríguez, Samuel Sánchez, Alexander Winokurow, Fabian Wegmann, Alexander Kolobnew, Ivan Basso, Alessandro Ballan, Giovanni Visconti und Filippo Pozzato, der seine Teilnahme allerdings wegen Fieber absagen musste.

## Streckenverlauf
Die Strecke begann in Varese, dem Austragungsort der Straßen-Weltmeisterschaft 2008, und führte über 242 Kilometer nach Como. Dabei wurde eine große Schleife um den Comer See gefahren.
Auf dem Programm standen mehrere Anstiege. Bereits nach 56 Kilometern ging es auf 779 Meter Höhe nach Intelvi. Nach 198 Kilometern folgte auf 754 Meter Höhe der Madonna del Ghisallo. 16 Kilometer vor dem Ziel stand der Anstieg nach Civiglio an, der auf einer Länge von 2,8 Kilometern eine maximale Steigung von 11 Prozent hat. 6 Kilometer vor dem Ziel wurde der entscheidende Anstieg nach San Fermo della Bataglia überwunden, der sich mit einer maximalen Steigung von 10 Prozent über drei Kilometer Länge streckte.

## Rennverlauf
Das Renngeschehen wurde lange Zeit von einer Ausreißergruppe um Marco Velo, Nicolas Roche, Sergei Klimow und Reinier Honig bestimmt. Ihr Maximalvorsprung betrug acht Minuten. Am Anstieg zum Madonna del Ghisallo wurde die Gruppe von Johnny Hoogerland, der aus dem Hauptfeld attackierte, gestellt. In der Abfahrt schlossen Matteo Carrara, Mauro Santambrogio, Dries Devenyns, Gustav Larsson und Daniel Martin zu ihm auf und bildeten eine neue Spitzengruppe.
Nachdem zunächst das Team Rabobank die Verfolgungsarbeit organisiert hatte, erfolgte die vorentscheidende Tempoverschärfung am Anstieg nach Civiglio durch den Weltmeister Cadel Evans mit einer Attacke aus dem Hauptfeld. Nachdem die Spitzengruppe in der Abfahrt wieder eingeholt wurde, setzten sich Alexander Winokurow, Jakob Fuglsang und erneut Santambrogio vom Feld ab. Am letzten Anstieg nach San Fermo della Bataglia führte Damiano Cunego die Verfolgergruppe wieder an die Ausreißer heran, so dass für kurze Zeit eine geschlossene etwa 25 Fahrer zählende Gruppe mit fast allen Favoriten entstand.
Exakt an der 6-km-Marke – wenige Hundert Meter vor dem Ende des Anstiegs von San Fermo della Battaglia – setzte Philippe Gilbert die entscheidende Attacke. Nur Samuel Sánchez konnte ihm folgen. Das Spitzenduo fuhr einen Vorsprung von bis zu vierzehn Sekunden auf die Verfolger heraus. Auf der Zielgeraden schlug Gilbert schließlich Sánchez im Schlusssprint und erzielte damit bereits seinen vierten Sieg innerhalb von 10 Tagen. Den Sprint der Verfolgergruppe gewann Alexander Kolobnew und sicherte sich damit Platz drei.

## Ergebnis
| \| Gesamtwertung \| Gesamtwertung \| Gesamtwertung \| Gesamtwertung \| Gesamtwertung \| \| Fahrer \| Fahrer \| Land \| Team \| Zeit \| \| ------------- \| -------------------- \| ------------- \| ------------------------------ \| --------------- \| \| 1. \| Philippe Gilbert \| Belgien \| Silence-Lotto \| 5 h 43 min 45 s \| \| 2. \| Samuel Sánchez \| Spanien \| Euskaltel-Euskadi \| + 0 s \| \| 3. \| Alexander Kolobnew \| Russland \| Saxo Bank \| + 7 s \| \| 4. \| Luca Paolini \| Italien \| Acqua & Sapone - Caffè Mokambo \| + 8 s \| \| 5. \| Johnny Hoogerland \| Niederlande \| Vacansoleil \| + 8 s \| \| 6. \| Robert Gesink \| Niederlande \| Rabobank \| + 8 s \| \| 7. \| Alekszandr Vinokurov \| Kasachstan \| Astana \| + 8 s \| \| 8. \| Daniel Martin \| Irland \| Garmin-Slipstream \| + 8 s \| \| 9. \| Juan José Cobo \| Spanien \| Fuji-Servetto \| + 8 s \| \| 10. \| Cadel Evans \| Australien \| Silence-Lotto \| + 8 s \| |                      |             |                                |                 |
| |                      |             |                                |                 |
| |                      |             |                                |                 |
| Gesamtwertung |                      |             |                                |                 |
| Fahrer | Fahrer               | Land        | Team                           | Zeit            |
| 1. | Philippe Gilbert     | Belgien     | Silence-Lotto                  | 5 h 43 min 45 s |
| 2. | Samuel Sánchez       | Spanien     | Euskaltel-Euskadi              | + 0 s           |
| 3. | Alexander Kolobnew   | Russland    | Saxo Bank                      | + 7 s           |
| 4. | Luca Paolini         | Italien     | Acqua & Sapone - Caffè Mokambo | + 8 s           |
| 5. | Johnny Hoogerland    | Niederlande | Vacansoleil                    | + 8 s           |
| 6. | Robert Gesink        | Niederlande | Rabobank                       | + 8 s           |
| 7. | Alekszandr Vinokurov | Kasachstan  | Astana                         | + 8 s           |
| 8. | Daniel Martin        | Irland      | Garmin-Slipstream              | + 8 s           |
| 9. | Juan José Cobo       | Spanien     | Fuji-Servetto                  | + 8 s           |
| 10. | Cadel Evans          | Australien  | Silence-Lotto                  | + 8 s           |